# Pulvinaria thompsoni
Pulvinaria thompsoni är en insektsart som beskrevs av William Miles Maskell 1896. Pulvinaria thompsoni ingår i släktet Pulvinaria och familjen skålsköldlöss. Inga underarter finns listade i Catalogue of Life.